# ESFP
Cet article concerne un type psychologique de la classification Myers-Briggs. Pour le type socionique ESFp, voir Socionique.
ESFP (sigle en anglais « extraversion, sensation, feeling, perception » signifiant Extraversion, Sensation, Sentiment, Perception) est une abréviation utilisée dans le cadre du Myers-Briggs Type Indicator (MBTI) au sujet de l'un des 16 types psychologiques du test. Il est l'un des quatre types appartenant au tempérament Artisan.
Les ESFP forment un type de personnalité relativement fréquent, constituant environ 6 % de la population.

## Préférences du ESFP
- E — Extraversion préférée à l'introversion : les ESFP aiment interagir avec les autres. Ils « gagnent » en énergie par le contact avec autrui et aiment posséder un large cercle de connaissances[3].
- S — Sensation préférée à l'intuition : les ESFP raisonnent davantage par le concret que par l'abstrait. Ils concentrent leur attention sur les détails plutôt que sur une vision globale des choses, et sur les réalités immédiates plutôt que sur les possibilités futures[4].
- F — Sentiment (en anglais : Feeling) préféré à la pensée : les ESFP valorisent davantage les considérations subjectives ou personnelles que les critères impersonnels et objectifs. Lorsqu'ils prennent des décisions, ils accordent un poids plus grand à des considérations sociales qu'à la logique[5].
- P — Perception préférée au jugement : les ESFP retiennent leur jugement et mettent du temps à prendre des décisions importantes, préférant garder un maximum de possibilités ouvertes au cas où les circonstances changeraient[6].

## Caractéristiques

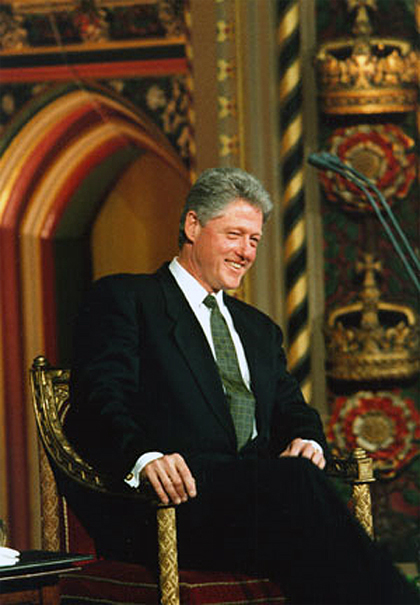
Certains praticiens ont spéculé sur le fait que Bill Clinton serait ESFP. Cependant, si l'on suit les règles du MBTI, seul le passage du test permet d'identifier avec certitude un type de personnalité.

Les ESFP vivent dans le moment présent, expérimentent intensément leur existence. Ils aiment être avec d'autres personnes et apprécient également le confort matériel. Laissant rarement les conventions établies interférer avec leurs vies et leurs plans, ils trouvent des manières créatives de satisfaire les besoins des autres. Les ESFP sont d'excellents équipiers, que ce soit dans un sport d'équipe ou au travail. Ils se concentrent sur l'achèvement de leur tâche, avec le maximum de plaisir et le minimum de conflits. D'un caractère actif, ils prennent plaisir aux nouvelles expériences.
Dans la plupart des domaines, les ESFP approchent les choses « sur le tas ». Ils apprennent davantage par l'action et l'expérimentation que par l'étude et la lecture, et développent leurs connaissances en interagissant avec leur environnement. Ils n'apprécient généralement pas la théorie ni les explications écrites. Pour les enfants ESFP, les écoles traditionnelles peuvent constituer un cadre difficile, bien qu'ils puissent faire preuve d'efficacité dans les sujets d'étude qui les intéressent, ou quand ils voient la pertinence d'un sujet donné et sont autorisés à interagir avec les autres.
Observateurs, pratiques, réalistes, les ESFP prennent des décisions en vertu de leurs propres standards de valeur. Ils utilisent leur fonction Sentiment introverti (Fi) pour sympathiser avec les autres. Naturellement attentifs au monde qui les entoure, les ESFP sont de fins observateurs du comportement humain. Ils sentent rapidement ce qui arrive aux autres et répondent à leurs besoins avec célérité. Ils sont également très efficaces lorsqu'il s'agit de mobiliser d'autres personnes pour résoudre un problème précis. Généreux, optimistes et persuasifs, les ESFP sont à leur aise dans les relations interpersonnelles. En situation de conflit, ils jouent souvent un rôle de médiateur, grâce à leur caractère chaleureux et à leur tact.
Les ESFP aiment se retrouver parmi d'autres personnes et expérimenter de nouvelles choses. Leur façon de vivre l'instant présent les pousse souvent à négliger les effets à long terme ou les conséquences de leurs actes. Bien que très pratiques dans leur manière de raisonner, ils détestent généralement la routine et préfèrent se laisser porter par le flux des choses. D'une certaine façon, les ESFP ont un tempérament très joueur. Dans la mesure où ils apprennent beaucoup par l'expérience concrète, les cours à l'école peuvent poser des problèmes à certains d'entre eux, notamment ceux chez qui la sensation l'emporte de beaucoup sur l'intuition.

### Comment les autres perçoivent les ESFP
L'entourage d'un individu ESFP le décrira souvent comme plein de ressources, à la fois grégaire, joueur et spontané. Les ESFP se satisfont facilement de ce qu'ils vivent et créent l'amusement dans le groupe où ils se trouvent. Leur exubérance et leur enthousiasme amène les autres vers eux. Ils sont flexibles, s'adaptent facilement, planifient rarement leurs actes futurs, et font confiance à leur capacité à se débrouiller le moment venu. Comme ils n'apprécient pas la routine, ils trouvent généralement le moyen de faire plier les règles à leurs désirs plutôt que de se plier à elles.

### Possibilités de développement
Parfois, les circonstances de la vie ne permettent pas aux ESFP de développer ou d'exprimer leurs préférences Sensation et Sentiment. S'il n'a pas développé sa préférence Sentiment, un ESFP peut se retrouver coincé dans les interactions avec les autres, faute de critère d'évaluation pour décider quoi faire ou vers quoi se tourner. S'il n'a pas développé sa préférence Sensation, un ESFP peut se focaliser sur les seules données disponibles au moment où il y a accès ; ses décisions seront alors limités par le seul désir de gratification, faute de désirs plus élaborés pour le pousser à agir.
Si les ESFP ne trouvent aucun moyen d'utiliser leurs capacités et d'être appréciés pour leurs contributions, ils peuvent se sentir frustrés et devenir distraits ou impulsifs. Ils peuvent avoir des problèmes pour se conformer à des délais, ou encore devenir hypersensibles et intérioriser les actions ou les décisions des autres.
Il est naturel pour les ESFP d'accorder une attention réduite à leurs pôles Intuition et Pensée, qui ne constituent chez eux que des fonctions secondaires. Mais s'ils les négligent trop, ils peuvent échouer à visualiser les conséquences à long terme de leurs actes, et agir de manière immédiate pour satisfaire leurs besoins et ceux des autres. Ils peuvent également éviter les situations ou les personnes qu'ils trouvent trop complexes ou trop ambigües, en accordant une plus grande importance au plaisir qu'aux obligations.
Dans les situations de stress, les ESFP peuvent se sentir accablés par des possibilités négatives. Ils utilisent alors leur énergie pour développer des explications simplistes à leur pessimisme ou à leur mauvaise humeur.

## Fonctions cognitives

### Dominante: Sensation extravertie (Se)
La sensation extravertie se concentre sur les expériences et les sensations du monde physique et immédiat. Pourvue d'une conscience aigüe de ce qui entoure l'individu, elle lui apporte des faits et des détails pouvant constituer le moteur d'actions spontanées.

### Auxiliaire: Sentiment introverti (Fi)
Le sentiment introverti filtre les informations à partir d'interprétations sur la valeur, formant des jugements en accord avec des critères souvent intangibles. Cette fonction balance constamment entre deux impératifs différents, tels que le désir d'harmonie et celui d'authenticité. Adapté aux distinctions subtiles, le sentiment introverti sent instinctivement ce qui est vrai ou faux dans une situation donnée.

### Tertiaire: Pensée extravertie (Te)
La pensée extravertie organise et planifie les idées pour assurer une poursuite efficace et productive d'objectifs donnés. Elle cherche des explications logiques aux actions, évènements et conclusions, et y identifie de possibles erreurs ou sophismes.

### Inférieure: Intuition introvertie (Ni)
Attirée par des dispositifs ou actions symboliques, l'intuition introvertie opère la synthèse de couples de contraires pour créer dans l'esprit des images neuves. De ces réalisations provient une certaine forme de certitude, qui demande des actions ou des expériences pour nourrir une éventuelle vision de l'avenir ; de telles réalisations peuvent inclure des systèmes complexes ou des vérités universelles.

### Fonctions secondaires
D'après les développements les plus récents, notamment les travaux de Linda V. Berens, ces quatre fonctions additionnelles ne sont pas celles auxquelles les individus tendent naturellement, mais peuvent émerger en situation de stress. Pour les ESFP, ces fonctions s'articulent comme suit :
- Sensation introvertie (Si): La sensation introvertie collecte les données du moment présent et les compare avec celles des expériences passées. Ce processus fait remonter à la surface des sentiments associés à des souvenirs que le sujet revit en se les remémorant. Cherchant à protéger ce qui lui est familier, la sensation introvertie identifie dans l'histoire des buts et des attentes en vue d'évènements futurs[14].
- Sentiment extraverti (Fe): Le sentiment extraverti recherche le lien social et créée d'harmonieuses interactions par un comportement poli et adapté. Il répond aux désirs explicites (et implicites) des autres, ce qui peut donner lieu à un conflit interne entre les propres besoins du sujet et le désir de satisfaire ou de comprendre ceux des autres[15].
- Pensée introvertie (Ti): La pensée introvertie recherche la précision, par exemple celle du mot juste pour exprimer une idée avec exactitude. Elle remarque les menues distinctions qui définissent l'essence des choses, puis les analyse et en opère la classification. La pensée introvertie examine une situation sous tous les aspects, cherche à résoudre des problèmes avec le minimum d'efforts et de risques. Elle recourt à des modèles pour remédier aux flottements et inconsistances du raisonnement logique[16].
- Intuition extravertie (Ne): L'intuition extravertie trouve et interprète le sens caché d'un objet, d'un propos ou d'une situation, raisonnant à partir de la question "et si...?" pour explorer d'éventuelles alternatives et faire coexister de multiples possibilités. Ce jeu de l'imagination tisse la toile de l'expérience et d'une certaine perspicacité pour former un nouveau schéma d'ensemble, qui peut devenir un catalyseur pour l'action[17].

## ESFP célèbres
Bien que seul le passage du test MBTI permette d'identifier avec certitude un type de personnalité, plusieurs praticiens ont tenté de déterminer le type de certains personnages célèbres à partir d'éléments biographiques. Le psychologue américain David Keirsey a ainsi identifié de nombreux ESFP célèbres.

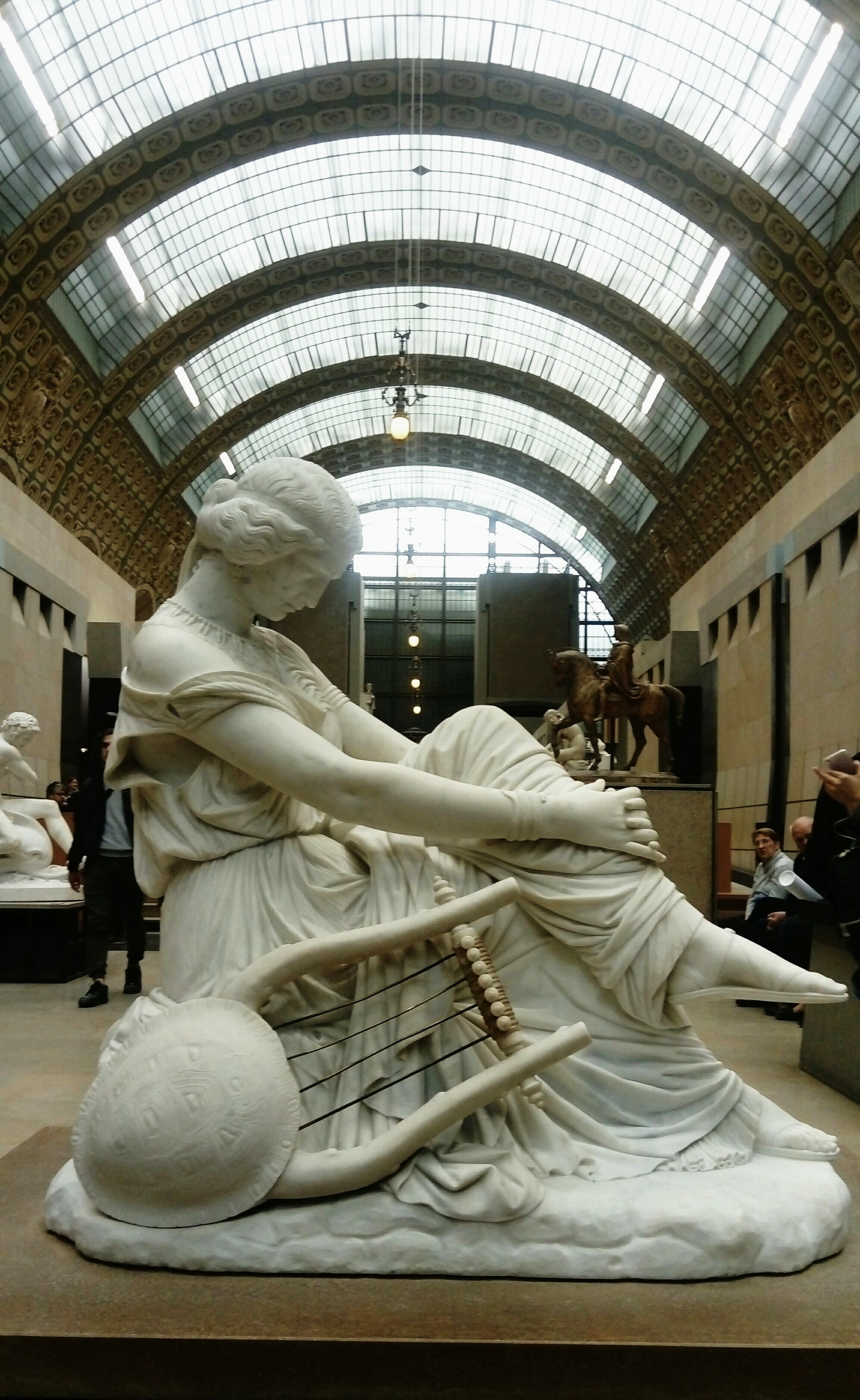
Sappho, poétesse lyrique grecque.
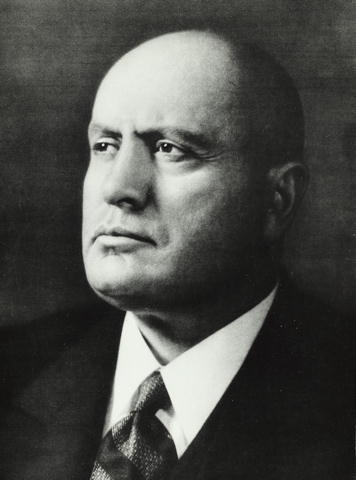
Benito Mussolini, Duce de la République sociale italienne.
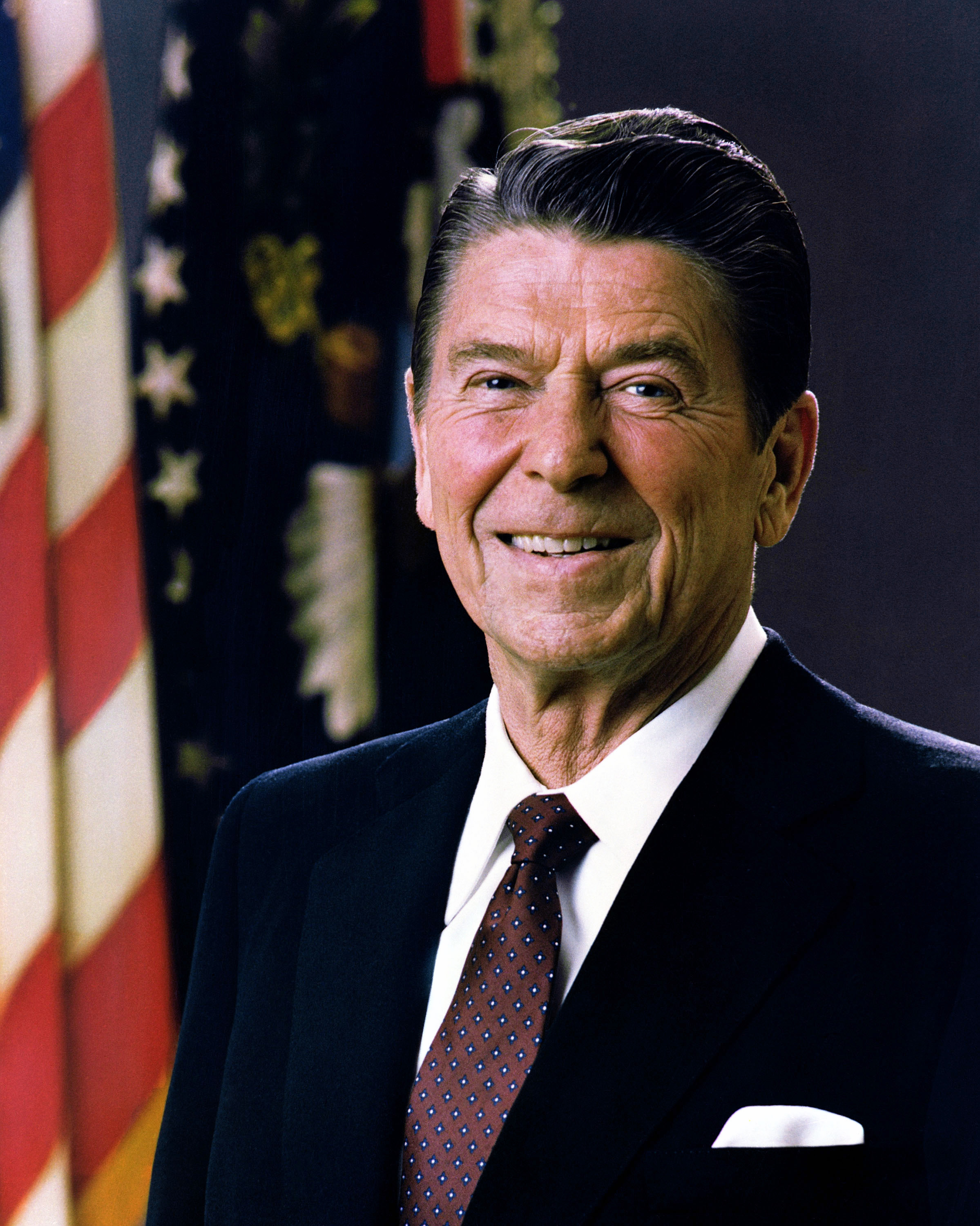
Ronald Reagan, Président américain.
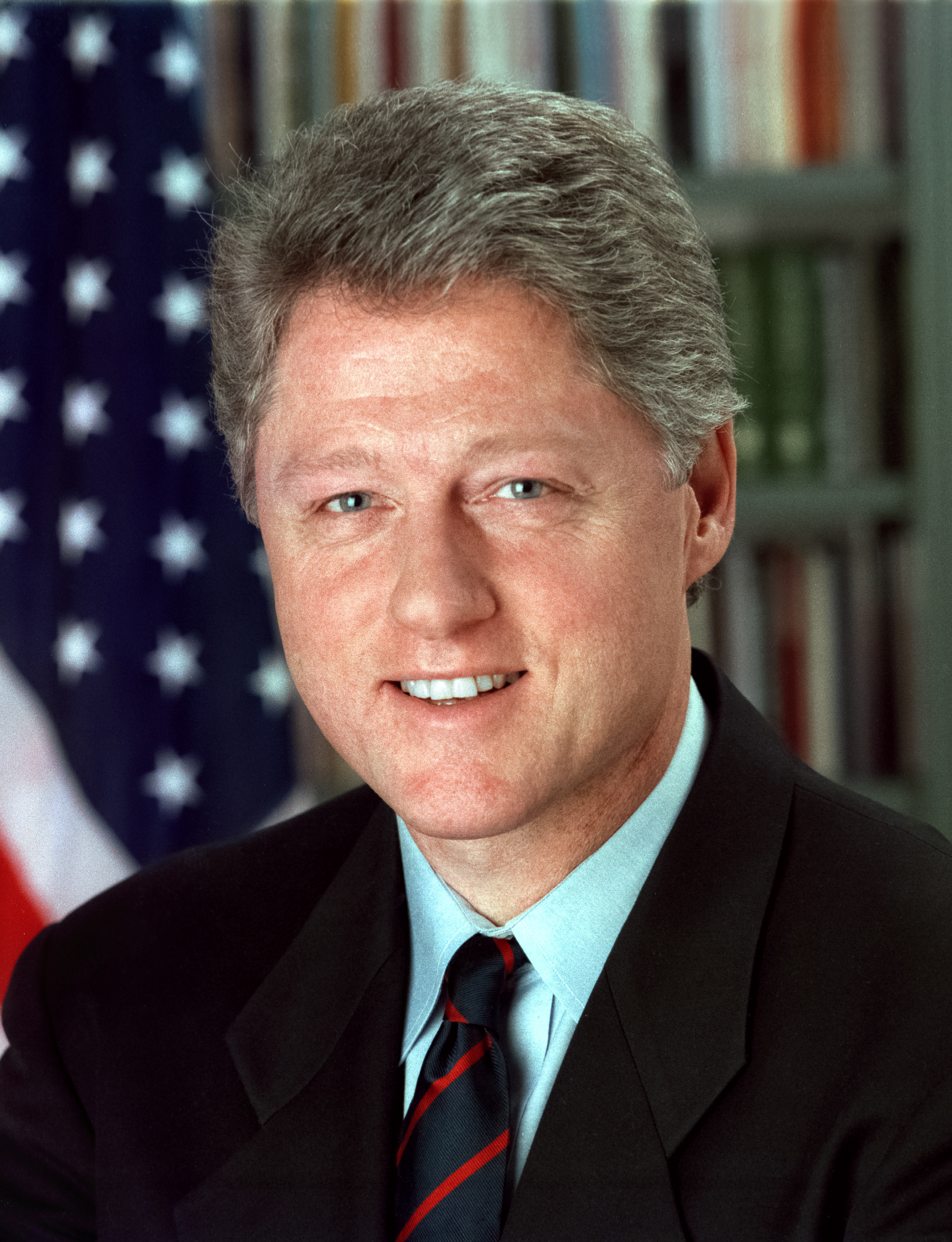
Bill Clinton, Président américain.
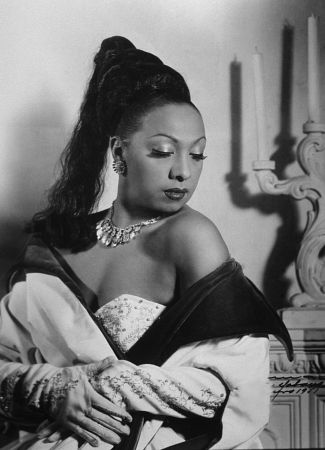
Joséphine Baker, danseuse, chanteuse et meneuse de revue afro-américaine.
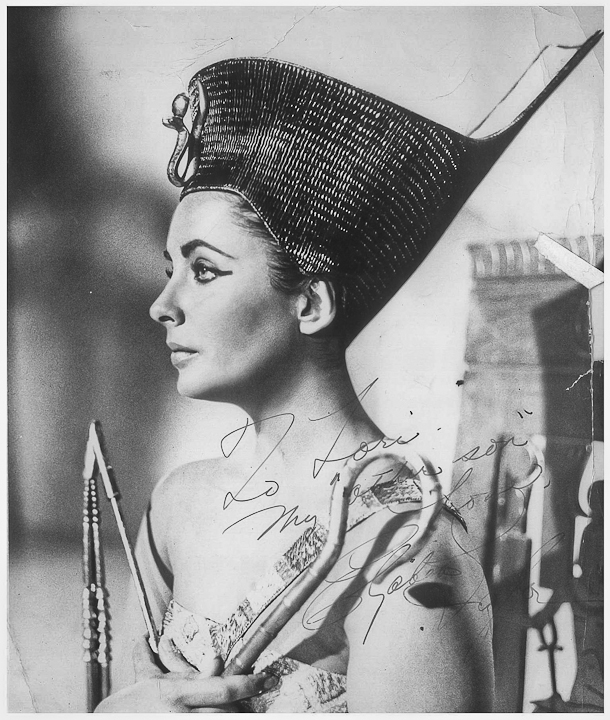
Elizabeth "Liz" Taylor, comédienne américaine.
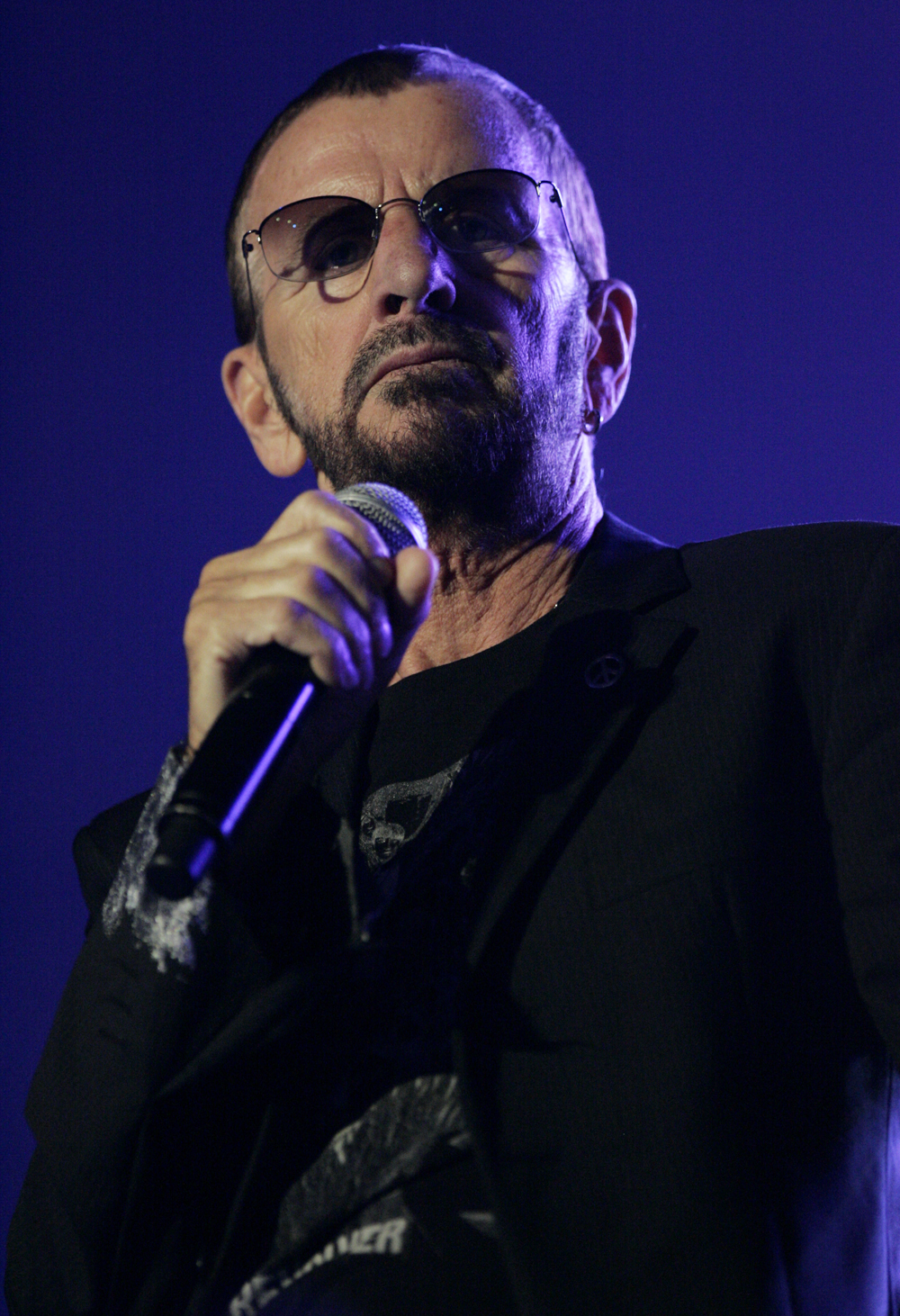
Ringo Starr, musicien et chanteur britannique.
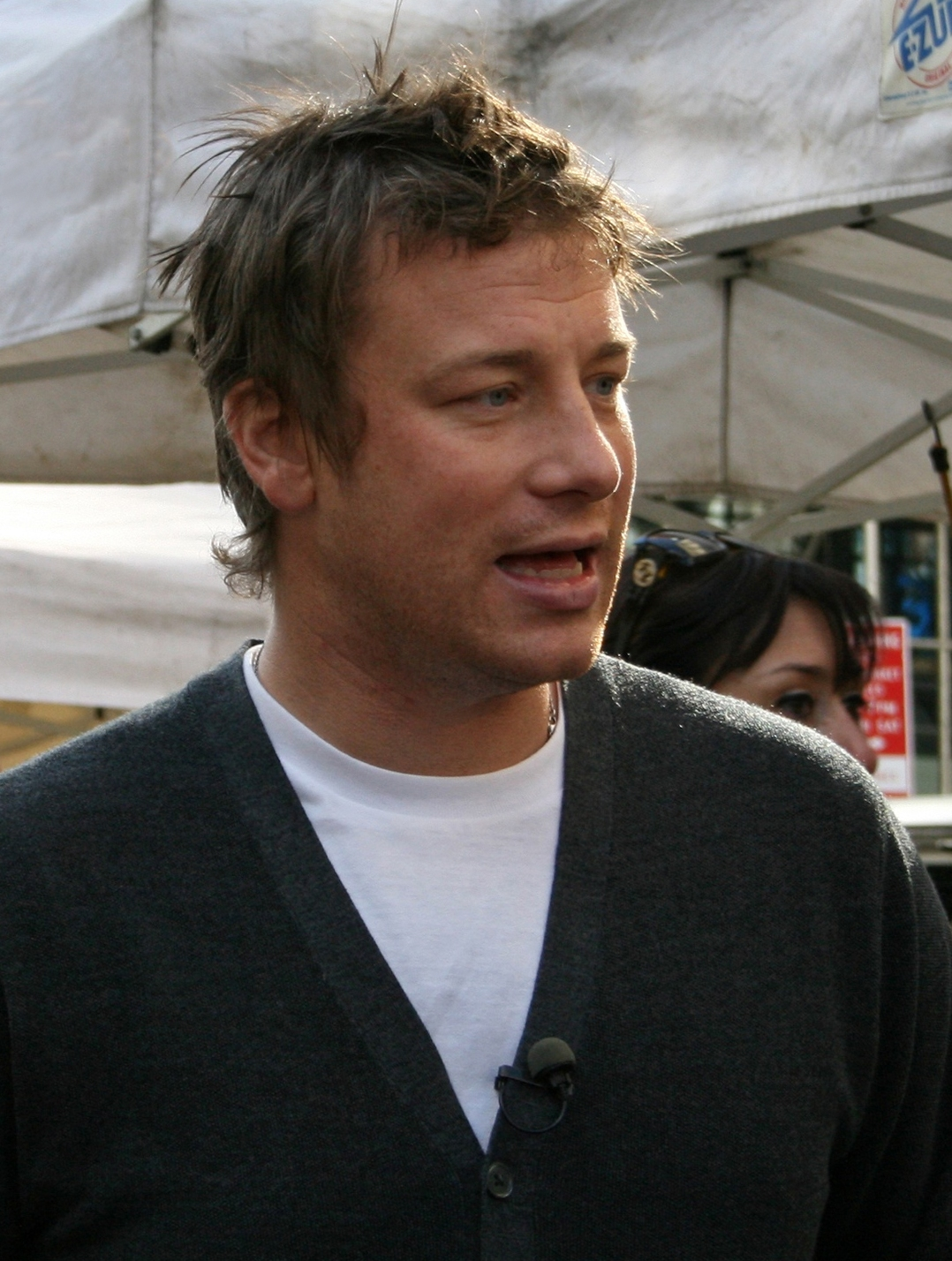
Jamie Oliver, chef cuisinier et animateur de télévision
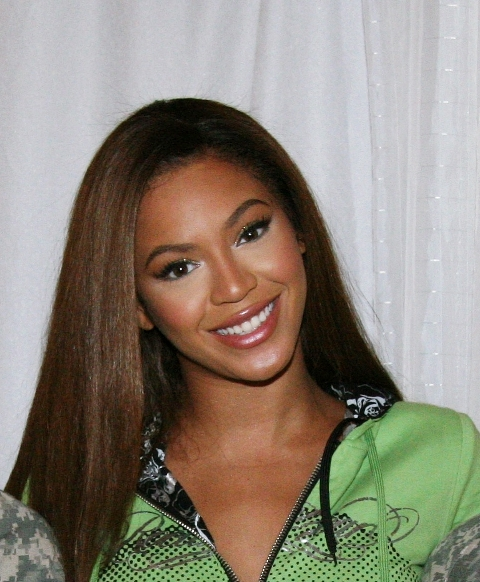
Beyoncé, chanteuse, compositrice, interprète